# ديك ماكبرايد
ديك ماكبرايد (بالإنجليزية: Dick McBride)‏ هو لاعب كرة قاعدة أمريكي، ولد في 14 يونيو 1847 في فيلادلفيا في الولايات المتحدة، وتوفي بنفس المكان في 20 يناير 1916.

## وصلات خارجية
- ديك ماكبرايد على موقعبيزبول رفرنس.كوم (الدوري الرئيسي) (الإنجليزية)